# Ферадах Фіндфехтнах
Ферадах Фіндфехтнах — (ірл. — Feradach Finnfechtnach) — «Справедливий Благословенний» — верховний король Ірландії. Час правління: 5 — 25 р. (згідно з «Історією Ірландії» Джеффрі Кітінга) або 9 — 14 р. н. е. (відповідно до «Хроніки Чотирьох Майстрів»). Син верховного короля Ірландії Крімтанна Ніа Найра (ірл. — Crimthann Nia Náir). Щодо його правління існують численні розбіжності в різних історичних переказах, легендах та літописах.

## Суперечливі повідомлення літописів
У літописі «Книга Захоплень Ірландії» та «Літописі Чотирьох Майстрів» пишеться, що він прийшов до влади після смерті короля Каїрбре Кіннхайт а (ірл. — Cairbre Cinnchait). У «Літописі Чотирьох Майстрів» повідомляється, що коли Кайрбре усунув від влади свого батька, мати Ферадаха Фіндфехтнаха — Байне (ірл. — Baine) — дочка короля Альби (нинішня Шотландія) була вагітна ним. І він значно пізніше відвоював владу, яка належала йому по закону. Проте це повідомлення збігається щодо біографії іншого ірландського короля на ймення Туатал Техтмар, тому вважається помилковим. Літопис також додає, що земля Ірландії була родючою в часи правління Ферадаха Фіндфехтнаха, як законного і справедливого короля, на відміну від правління Кайрбре Кіннхайта, якого вважали узурпатором трону і сама природа виражала свою незгоду з його правлінням — земля була неродючою, були неврожаї, голод та епідемії. Дж. Кітінг пише про Ферадаха Фіндфехтнаха як про наступника свого батька — Крімтанна Ніа Найра, а правління Кайрбре Кіннхайта відносить до більш пізніх часів. Кітінг пише, що суддя Моранн мак Майн (ірл. — Morann mac Máin) жив саме в часи правління Ферадаха Фіндфехтнаха. Кітінг пише, що суддя Моранн мак Майн носив на шиї гривну, яка у випадку помилки судді починала душити його.

## Правління
Ферадах Фіндфехтнах правив Ірландією протягом 20, або 22, або 5 років (за різними джерелами). Всі джерела повідомляють про справедливе правління цього благородного і мудрого короля. Помер Ферадах Фіндфехтнах природною смертю у своїй столиці — в Тарі. Всі джерела повідомляють, що його наступником на троні став Фітах Фінн (ірл. — Fíatach Finn).